# Стимулирующие выплаты
Стимулирующие выплаты — один из трёх элементов заработной платы работника, состоящий из доплат и надбавок, премий и иных выплат стимулирующего характера.

## Стимулирующие выплаты в Российской Федерации
Согласно статье 129 ТК РФ к стимулирующим выплатам относятся:
- доплаты и надбавки стимулирующего характера (устанавливаются работнику за более высокую квалификацию, значительный опыт работы);
- премии;
- иные поощрительные выплаты.

Согласно статье 135 ТК РФ стимулирующие выплаты устанавливаются коллективными договорами, соглашениями, локальными нормативными актами в соответствии с трудовым законодательством и иными нормативными правовыми актами, содержащими нормы трудового права, которые принимаются с учётом мнения представительного органа работников (при его наличии), и не должны ухудшать положение работника по сравнению с действующим законодательством, что также следует из положений статьи 8 ТК РФ. Таким образом, если коллективным договором, соглашением, локальным нормативным актом работодателя предусмотрены стимулирующие выплаты, условие о них должно содержаться в трудовых договорах работников.
Доплаты и надбавки стимулирующего характера
Доплаты и надбавки стимулирующего характера могут выплачиваться в конкретной денежной сумме или в определённом проценте от оклада (тарифной ставки).
Премии
Премирование работников — это один из видов поощрения работников, которые добросовестно исполняют трудовые обязанности согласно статье 191 ТК РФ. В положении о премировании (коллективном договоре, соглашении) предприятия целесообразно указывать, в частности:
- перечень должностей премируемых работников;
- размеры и шкалу премирования;
- периодичность премирования (за месяц, квартал, год или иной период).

Минтруд России в письме от 21.09.2016 N 14-1/В-911 отметил, что премии являются одной из составляющих заработной платы и выплачиваются за более продолжительные периоды, чем полмесяца, и что премии начисляются за результаты труда, достижение соответствующих показателей после того, как будет проведена оценка показателей. Сроки выплаты премий могут устанавливаться локальным нормативным актом. Таким образом, премия по итогам работы за месяц может выплачивается в месяце, следующем за отчетным, по итогам работы за год — в марте следующего года, или в конкретные даты согласно статье 136 ТК РФ.
Согласно письму Минтруда России от 21.09.2016 N 14-1/В-911 и письму Роструда от 18.12.2014 N 3251-6-1, в Положении о премировании должны быть указаны:
- методика расчета размера выплат при назначении премий конкретного вида;
- основания, показатели, условия начисления премии;
- условия, при которых премия не выплачивается либо выплачивается в меньшем размере.